# Trachylepis langheldi
Trachylepis langheldi — вид сцинкоподібних ящірок родини сцинкових (Scincidae). Мешкає в Африці на південь від Сахари.

## Поширення і екологія
Trachylepis langheldi мешкають в горах Мандара на півночі Камеруну, за деякими свідченнями також в Малі та Кот-д'Івуарі.